# Рава-Руський район
Рава-Руський район — колишній район Львівської області, центром якого було місто Рава-Руська.

## Історія
Одразу після приєднання Західної України до складу УРСР почалося формування нової адміністративної структури, зокрема 27 листопада 1939 утворена Львівська область у складі 10 повітів, у тому числі Рава-Руського.
Однак такий адміністративний поділ проіснував недовго: 10 січня 1940 року повіт поділено і зокрема було створено у складі Львівської області Рава-Руський район із центром у місті Рава-Руська.
У червні 1941 року територія району стала місцем кровопролитних прикордонних боїв — тут тримали оборону бійці 91-го прикордонного загону, 41-ї стрілецької дивізії та винищувального батальйону. Оборона містечка тривала до 28 червня, після чого залишили Рава-Руську, а район припинив своє функціонування.
Втім вже 15 травня 1944 року радянська авіація далекої дії (АДД) бомбардувала залізничний вузол Рава-Руська. В місцях бомбардувань вибухнули пожежі. А 20 липня того ж року війська І-го Українського фронту оволоділи містечком, після чого було відновлено Рава-Руський район.
16 серпня 1945 року було підписано радянсько-польський договір про дружбу і кордон. За підсумками цього договору було встановлено кордон між двома країнами вздовж т.зв. «лінії Керзона» із незначними відхиленнями, а також відбулася передача територій до Польщі, в тому числі частину Рава-Руського району.
У 1959 році до складу Рава-Руського району увійшов ліквідований Магерівський район. Також у березні 1959 року було укрупнено ряд сільрад району.
Однак вже 30 грудня 1962 року було підписано указ Президії Верховної Ради УРСР "Про укрупнення сільських районів УРСР (по Львівській області)". Ним, зокрема передбачено ліквідацію Рава-Руського району, а його територія увійшла до складу Яворівського району.
Трохи пізніше, а саме у 1964 році, більшу частину території колишнього Рава-Руського району передали до Жовківського району, у тому числі і місто Рава-Руську.

## Рава-Руський райкомКП(б)У
Одразу після приєднання території Галичини до УРСР почалося створення осередків КП(б)У. У січні 1940 року було створено Рава-Руський райком КП(б)У, однак у червні 1941 року він припинив своє функціонування, відновившись лише у липні 1944. У жовтні 1952 року перейменований на Рава-Руський райком КПУ. Ліквідований у грудні 1962 р. після ліквідації Рава-Руського району, територія якого відійшла до Яворівського району. Рава-Руський райком складався з наступних підрозділів: Бюро (загальний відділ), організаційно-інструкторський відділ (з 1949 р. — відділ партійних, профспілкових та комсомольських організацій), сектор партійної статистики, відділ пропаганди й агітації, сільськогосподарський відділ, військовий відділ, відділ по роботі серед жінок, відділ кадрів.

### Німецька окупація
Вже 27 червня 1941 року, одразу після того, як нацисти зайняли Раву-Руську вони почали масове винищення мирного населення, створивши концтабір «Штадлаг». Вже пізніше на єврейському кладовищі у 4-х великих ямах знайшли 5000 трупів закатованих і розстріляних. У лісі Борове знайдено поховання 1500 трупів. За кілометр від центру міста поруч зі старим єврейським цвинтарем знайдено ще одне поховання, де знаходилось 1000 трупів. У Вовковицькому лісі, за 3 км на південь від центру міста, на кладовищі, в ямі розміром 20*15 м, захоронено більш як 8000 трупів закатованих і розстріляних військовополонених. У тому ж Вовковицькому лісі, за 2 км на південний схід від Рави-Руської, в могилі розміром 10*15 м захоронено більш як 7000 замордованих військовополонених.
Влітку 1942 року німецька влада організувала в Раві-Руській гетто. Загалом у гетто було поселено більш як 18000 осіб. На околицях міста Рави-Руської, в колишніх казармах Червоної Армії у липні 1942 року фашистське командування створило табір для радянських військовополонених, де перебувало понад 18000 осіб.
Районна комісія встановила, що німецько-фашистські загарбники під час окупації знищили в Рава-Руському районі 17500 мирних жителів, у таборі військовополонених «Штадтлаг» — 326, «Фельдпост № 08409» — 18000, вивезено з Рава-Руського району на «фабрику смерті» в м. Бельзець — 6000, а всього знищено 41500 осіб.
У Раві-Руській знищено 17000 євреїв. 13000 польського населення вивезено в Німеччину.

## Репресії
Утвердження радянської влади супроводжувалось численними репресіями проти мирного населення. Зокрема у 12-ти районах Львівщини, у тому числі Рава-Руському у період від 17 липня 1944 до 17 липня 1947 року більшовики заслали на Сибір — 2.123 особи, в тому числі 624 чоловіків (переважно старих), 898 жінок і 601 дитину; вивезли на примусові роботи в Донбас — 649 осіб, вбили 1.817 осіб, в тому числі 120 стариків, 90 жінок, 68 малих дітей; арештували — 3.479 осіб; спалили — 2.706 господарств; пограбували і знищили — 2.650 господарств; пограбували і знищили — 40 церков; знищили — 136 бібліотек.
У квітні 1948 року уповноважений державної планової комісії Ради міністрів СРСР у Львівській області направив доповідну записку секретарю львівського обкому КП(б)У і голові облвиконкому про незадовільний хід призову молоді для шкіл фабрично-заводського навчання Донбасу і Львівської області. Зокрема в ній зазначається, що в області спостерігалося масове ухиляння молоді від мобілізації, як результат агітації з боку українських націоналістів. З метою прискорення мобілізації застосовувалися методи голого адміністрування з викликом призовників через військкомати, залученням органів міліції і організацією облав, зокрема на території Рава-Руського району. Начальником районного відділу НКВД у Рава-Руській у 1939–1941 рр. були І. Д. Клохтін та К. Д. Черпаков.

## Обмін територіями та депортації мирного населення
Депортації населення почалися практично відразу після утвердження радянської влади у 1939 році. Зокрема, у січні 1940 р. постановою Політбюро ЦК ВКП(б) було визначено 800-метрову смугу вздовж західної та південно-західної дільниць державного кордону СРСР. На виконання цієї постанови 3 квітня 1940 р. РНК України своєю ухвалою конкретизувала заходи, які необхідно було здійснити у вказаній смузі, а саме відселення мешканців, обійстя яких потрапили в цю смугу. В Рава-Руському районі відселенню підлягали мешканці села Журавці, яких переселили в село Весела Долина Ізмаїльської області.
Рава-Руський район виявився одним з районів, де проводився «обмін територіями». Так 16 серпня 1945 підписано радянсько-польський договір про дружбу і кордон. В межі Польської Республіки потрапили українські етнічні території — Холмщина, Підляшшя, Посяння, Лемківщина. Відповідно до цієї угоди на користь Польщі кордон між СРСР і Республікою Польща пересунуто до т. зв. «лінії Керзона» з відхиленням від неї у деяких місцях від 5 до 8 км, теж на користь Польщі. Радянська сторона ще поступилася на користь Польщі додатково територією на північ від Рави-Руської до річок Буг, Солокія глибиною до 30 км.
Всі мешканці Львівщини, які потрапляли у смугу відселення, були переселені у Рава-Руський, а також Немирівський та Краківецький райони. Переселення відбувалось разом з будинками та господарськими приміщеннями, тож на території Львівщини, яка перейшла до Польщі залишились лише невеликі ділянки залізниць, доріг, державні ліси та сади. Загалом на польському боці залишилось два відтинки залізниці довжиною 3,18 кілометрів поблизу станцій Нижанковичі та Рава-Руська. Північніше Рава-Руської в заплаві річки Болотня знаходилася смуга лугів довжиною близько 35 км і шириною 600 метрів. Ці луги повністю відійшли до Польщі.
Територія, що відійшла від Польщі до СРСР, складалася з невеликих за площею ділянок, головним чином, у північно-західних районах Львівської області — Рава-Руському і Немирівському. На цій території радянським представництвом було прийнято короткі відрізки залізничного полотна із загальною довжиною у 1,6 кілометра вартістю 8603900 злотих (що в переводі по курсу становило 114 тис. крб) і лісових масивів без оцінки вартості площею 783,5 гектара.
Загалом Польщі відійшло 7 сільрад Рава-Руського району, в яких проживало 14135 осіб.

## ДіяльністьОУНтаУПА
Рава-Руський район був одним з місць активної діяльності підпілля ОУН та загонів УПА. Зокрема 20 березня 1945 року в результаті чекістсько-військової операції з ліквідації обласної «Української державної служби безпеки» ОУН (УДСБ ОУН), яка оперувала в Рава-Руському, Магерівському, Жовківському, Кам'янко-Струмилівському, Львівському та інших районах вбито її керівника «Крука» і 18 вояків, відбито обоз із 3 возів, 6 коней, зброя, боєприпаси, спорядження. Вилучені документи свідчать, що боївка СБ займалася розширенням агентурної мережі, а також затримувала, допитувала і знищувала тих, хто співпрацював з радянською владою.

### Адміністративний поділ ОУН
Адміністративний поділ, що застосовувався ОУН, відрізнявся від офіційно прийнятого в УРСР. Щоправда, з приходом радянської влади його так само було зреформовано. Зокрема у липні 1944 року до Сокальської округи ОУН увійшло три надрайони, у тому числі Рава-Руський. До складу Рава-Руського надрайону входили Рава-Руський, Жовківський, Великомостівський та Магерівський райони.

## Релігійне життя
Попри постійні переслідування в районі ніколи повністю не припиняли своєї діяльності не лише УГКЦ, яка тоді перебувала в підпіллі, а й протестантські громади. Зокрема за даними доповідної записки секретаря Львівського обкому КПУ М. Лазуренка від 3 квітня 1959 року в районі частково припинили свою діяльність громади Свідків Єгови, хоча з громади і вийшло 120 осіб.
Також станом на 1957 рік в районі було кілька громад Християн Віри Євангельської: у селі Гійче — 138 осіб, Волиця — 48, Забір'я — 56, Хлівчани — 24, у Раві-Руській — 56.